# トロピノン
トロピノン(Tropinone)は、第一次世界大戦の際に不足したアトロピンの前駆体として1917年にロバート・ロビンソンによって合成されたのが有名なアルカロイドである。トロピノン、コカイン及びアトロピンは、全て同じトロパン骨格を持っている。

## 合成
トロピノンの合成は、1901年にリヒャルト・ヴィルシュテッターによって初めて行われた。構造的に類似しているように見えるシクロヘプタノンを原料としたが、窒素を導入するのに多くの段階が必要であり、合成の全体の収率はわずか0.75%であった。ヴィルシュテッターはかつてトロピノンからコカインを合成しており、これがコカインの最初の合成及び構造解明であった。

1917年のロビンソンによる合成は、古典的な全合成と見なされている。トロピノンは二環分子であるが、反応に使われる試薬は、スクシンアルデヒド、メチルアミン、アセトンジカルボン酸とシンプルである。生合成でも同じ物質が材料として用いられるため、この合成は生体模倣の良い例である。また、ワンポット合成のタンデム反応でもある。さらに、合成の収量は17%に達し、その後の改良によって、90%にもなった。
この反応は、分子内「二重マンニッヒ反応」である。ピペリジン合成では他の物質も同様の反応を行う。